# Benedetto Carpaccio

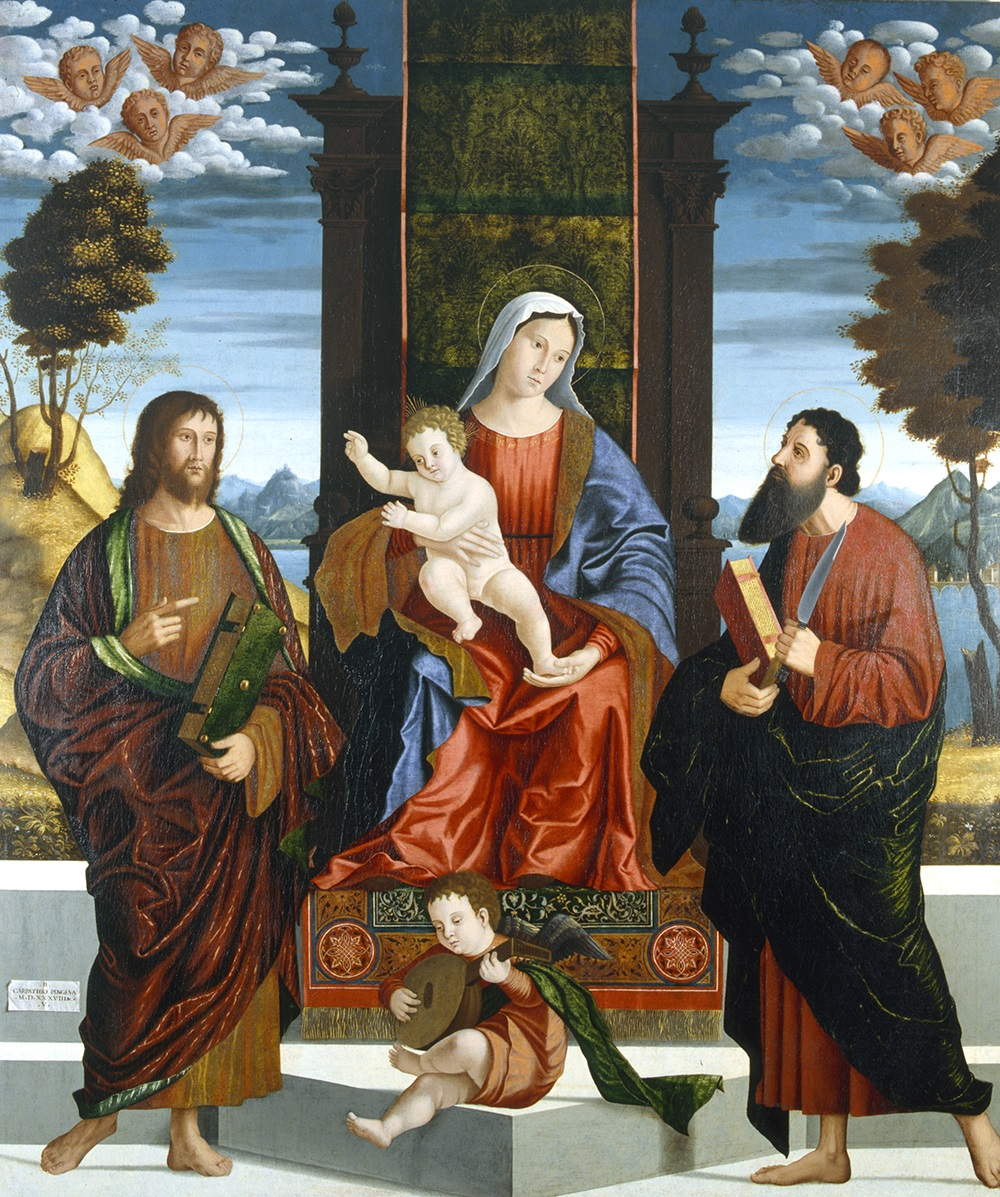
Madonna in trono tra i santi Tommaso e Bartolomeo, Museo regionale di Capodistria

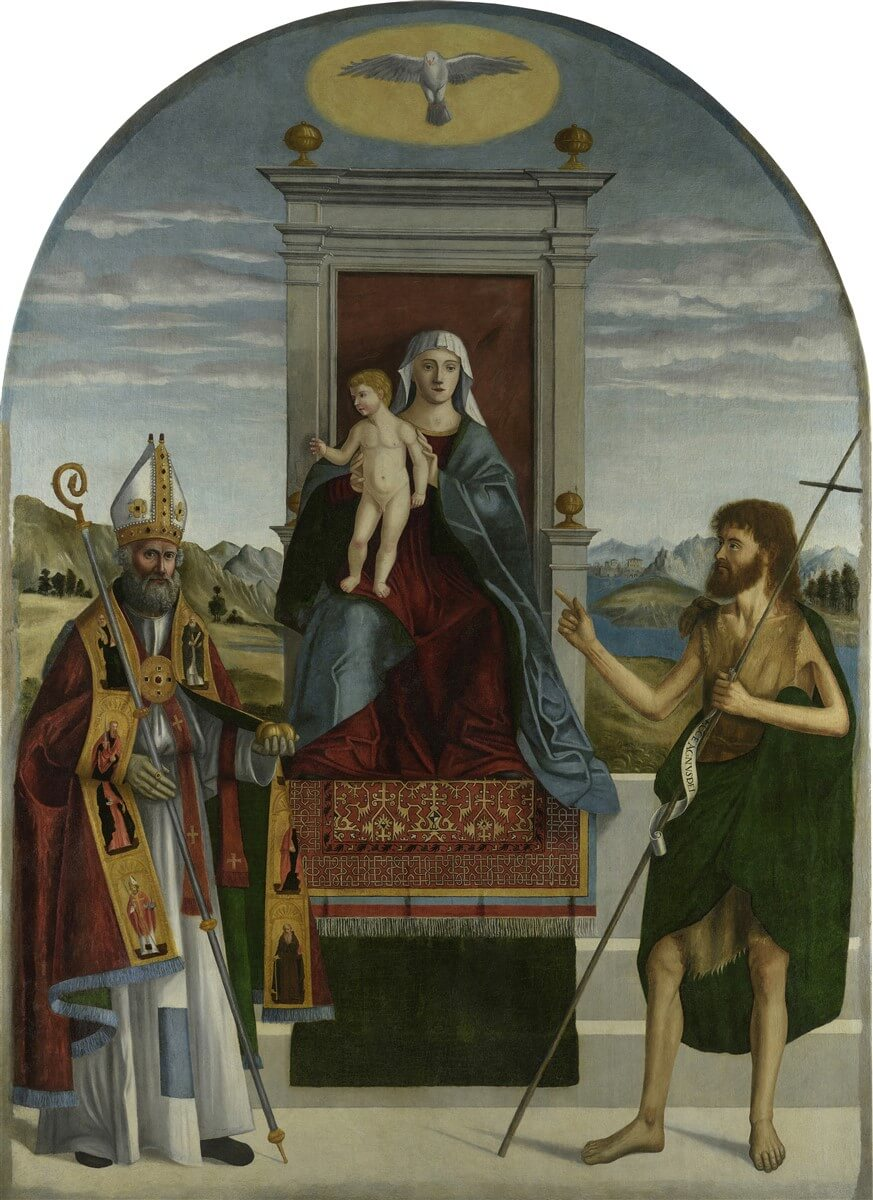
Madonna in trono tra i santi Nicola e Giovanni Battita, Cattedrale dell'Assunta e di San Nazario, Capodistria

Benedetto Carpaccio (detto talvolta anche Scarpazo o Scarpazza) (Venezia, 1500 circa – Capodistria, dopo il 1560) è stato un pittore italiano.

## Biografia
Figlio di Vittore, nacque molto probabilmente a Venezia nei primissimi anni del XVI secolo, dove il padre risiedeva. Fu proprio il genitore a insegnargli l'arte della pittura. Il giovane Carpaccio iniziò la sua carriera come assistente di suo padre.
Dal 1538 al 1545 visse a Capodistria e a Pirano, dove produsse diverse pale d'altare, come la Madonna in trono tra i santi Tommaso e Bartolomeo.

## Opere
- Incoronazione della Vergine, 1537, Civico museo Sartorio, Trieste (proviene dalla chiesa Rotonda di Capodistria);
- Madonna in trono tra i santi Tommaso e Bartolomeo, Museo regionale di Capodistria;
- Madonna in trono col Bambino ed angeli, sull'altare della Scuola di San Giorgio degli Schiavoni a Venezia, opera da alcuni attribuita al padre;
- Vergine col Bambino e i santi Giusto e Sergio, 1540, cattedrale di San Giusto a Trieste;
- Vergine col Bambino tra i santi Giorgio e Lucia, 1541, prima al consorzio del Sale e ora nel municipio di Pirano;
- Madonna in trono con il Bambino Gesù e i Santi Giorgio e Lucia, 1541, Palazzo Venezia, Roma;
- Madonna in trono tra i santi Nicola e Giovanni Battista, Cattedrale dell'Assunta e di San Nazario, Capodistria
- Il nome di Gesù e quattro santi, 1541, chiesa di Santa Anna, Capodistria, ultima sua opera nota.